# Fałszywa dwunastka II
Fałszywa dwunastka II (oryg. Cheaper by the Dozen 2) – amerykański film komediowy z 2005 roku w reżyserii Adama Shankmana.

## Obsada

### Bakerowie
- Steve Martin – Tom Baker
- Bonnie Hunt – Kate Baker
- Piper Perabo – Nora Baker-McNulty
- Jonathan Bennett – Bud McNulty
- Tom Welling – Charlie Baker
- Kevin Schmidt – Henry Baker
- Hilary Duff – Lorraine Baker
- Alyson Stoner – Sarah Baker
- Jacob Smith – Jake Baker
- Liliana Mumy – Jessica Baker
- Morgan York – Kim Baker
- Forrest Landis – Mark Baker
- Blake Woodruff – Mike Baker
- Brent Kinsman – Nigel Baker
- Shane Kinsman – Kyle Baker

### Murtaughowie
- Eugene Levy – Jimmy Murtaugh
- Carmen Electra – Sarina Murtaugh
- Jaime King – Annie Murtaugh
- Shawn Roberts – Calvin Murtaugh
- Robbie Amell – Daniel Murtaugh
- Taylor Lautner – Elliot Murtaugh
- Alexander Conti – Kenneth Murtaugh
- Melanie Tonello – Becky Murtaugh
- Madison Fitzpatrick – Robin Murtaugh
- Courtney Fitzpatrick – Lisa Murtaugh